# Катания (аэропорт)
Аэропорт Катании Фонтанаросса (итал. Aeroporto di Catania-Fontanarossa), (ИАТА: CTA, ИКАО: LICC) — расположен в пяти километрах к югу от Катании, второго по величине города итальянского острова Сицилия. Аэропорт носит имя Винченцо Беллини.
В 2008 году Аэропорт Катании Фонтанаросса обслужил чуть более шести миллионов пассажиров, заняв шестое место в списке крупнейших гражданских аэропортов страны по общему объёму пассажирских перевозок и третье место по объёму внутреннего пассажирского трафика после аэропортов Леонардо да Винчи и Линате.
Для обработки ежегодно возрастающего пассажирского потока 8 мая 2007 года был сдан в эксплуатацию новый пассажирский терминал аэропорта с двадцатью выходами на посадку (гейтами) и шестью телетрапами, тем не менее по состоянию на текущий момент мощности текущего терминала уже приближаются к своему практическому максимуму.

## История
История Аэропорта Катании Фонтанаросса восходит к 1924 году. В 1940-х годах объёмы перевозок через аэропорт были резко снижены за счёт аэропортов и аэродромов других регионов страны и тем не менее, уже в 1950-х годах стали ясны необходимость и перспектива использования именно данного аэропортового комплекса под нужды бизнес-авиации и массовых пассажирских перевозок.
Спустя двадцать лет в значительной мере выросли объёмы пассажирских перевозок и в 1981 году аэропортовый комплекс был полностью реконструирован под возросший спрос коммерческой авиации. Следующая кардинальная реконструкция Аэропорта Катании Фонтанаросса произошла в 2007 году.

## Транспортная схема
Аэропорт находится вблизи от автострады А19, соединяющей города Катания и Палермо с Центральной Сицилией, другая автомагистраль А45 проходит южнее и соединяет город Сиракуза с остальной частью страны. Рейсовое автобусное сообщение связывает центр Катании с главным железнодорожным вокзалом (автобус Alibus, стоимость проезда 4 евро) Архивная копия от 7 сентября 2017 на Wayback Machine.
Для обеспечения повышенной комфортности пассажиры могут воспользоваться услугами такси как в пределах перемещений от аэровокзала до Катании, так и между аэропортом и другими городами Сицилии, включая города Сиракуза, Таормина, Аугуста.

## Авиакомпании и пункты назначения
Крупнейшие авиакомпании, выполняющие регулярные рейсы в Аэропорту Катании Фонтанаросса, такие как British Airways и Lufthansa, предоставляют возможности прямых перелётов между аэропортом и европейскими городами Мюнхен, Париж, Амстердам и другими, а также сервисы внутренних регулярных маршрутов до ряда городов внутри страны.
Действующая в настоящее время так называемая «инвестиционная программа» Аэропорта Катании Фонтанаросса нацелена в течение ближайших десяти лет на дальнейшее расширение мощностей аэропорта и увеличение маршрутной сети авиакомпаний и включает в себя создание множества дополнительных сервисных услуг, введение в действие нескольких ресторанов с панорамным обзором аэропорта, новой взлётно-посадочной полосы и ряда офисных и служебных помещений. 